# Jo Quaden
Jo Quaden (30 april 1955) is een Nederlands voormalig voetballer die uitkwam voor MVV. Hij speelde als middenvelder.